# Metasia mimicralis
Metasia mimicralis là một loài bướm đêm trong họ Crambidae.